# Eu Sei que Vou Te Amar
Eu Sei que Vou Te Amar és una pel·lícula brasilera de 1986, del gènere drama, dirigida i escrita per Arnaldo Jabor. Explica la història d'una parella que decideix jugar un joc de veritat sobre la història de les seves vides, l'un per l'altre, en una mena de sessió de psicoanàlisi filmada. És protagonitzada per Fernanda Torres i Thales Pan Chacon.
La pel·lícula va participar en el 39è Festival Internacional de Cinema de Canes, on va ser seleccionada per a l'exposició principal, competint per la Palma d'Or a la Millor Pel·lícula. Fernanda Torres va rebre el premi a la millor interpretació femenina a Canes, convertint-se en la primera actriu brasilera a guanyar aquest un dels premis de cinema més prestigiosos del món. Va ser llançada comercialment el 17 d'abril de 1986.

## Argument
Una parella jove que es va reunir quan encara eren joves tenen un fill i se separen al cap de dos anys. Després d'estar tres mesos separats, pensen retrobar-se i decidir, durant dues hores, fer un joc de la veritat sobre tot el que els ha passat al llarg de la seva vida, en una mena de psicoanàlisi filmada. Es tracta d'un rodatge del que seria una pel·lícula sobre l'amor.

## Repartiment
- Fernanda Torres... Ella
- Thales Pan Chacon... Ell

## Producció
La pel·lícula es va rodar a Rio de Janeiro amb el teló de fons d'una casa dissenyada per l'arquitecte Oscar Niemeyer el 1948. La fotografia va ser de Lauro Escorel Filho i el vestuari van ser planificat per la periodista i estilista Glória Kalil. És una producció entre els estudis Sagitário Produções Cinematográficas i Embrafilme.

## Llançament
La pel·lícula es va estrenar als cinemes el 17 d'abril 1986. Després del seu llançament comercial, va recórrer alguns festivals de cinema fora del país. Va ser seleccionada per a l'exposició principal del Festival de Cannes, que es va mostrar el 9 de maig de 1986. El mateix any, també es va mostrar al Canadà durant el Festival Internacional de Cinema de Toronto, al setembre, i a Portugal, durant el Festróia, que va tenir lloc al novembre. També es va estrenar als cinemes de l'antiga Unió Soviètica.

## Premis i nominacions
- 39è Festival Internacional de Cinema de Canes on Fernanda Torres va guanyar el premi a la premi a la millor interpretació femenina.[5]
- Paó de plata a la millor actriu per Fernanda Torres a l'11è Festival Internacional de Cinema de l'Índia